# خاویر مانکییو
خاویر مانکییو گایتان (اسپانیایی: Javier Manquillo Gaitán‎؛ زادهٔ ۵ مهٔ ۱۹۹۴) بازیکن فوتبال اهل اسپانیا است که برای نیوکاسل یونایتد در لیگ برتر فوتبال انگلستان بازی می‌کند.
وی که سابقهٔ بازی در تیم‌های پایه رئال مادرید را نیز دارد، تاکنون به همهٔ رده‌های سنی تیم ملی اسپانیا دعوت شده‌است و به همراه تیم ملی زیر ۲۰ سال فوتبال اسپانیا در جام جهانی ۲۰۱۳ ترکیه حضور داشته‌است.